# Kill Me Later
Pour plus de détails, voir Fiche technique et Distribution.
Kill Me Later est un film américain réalisé en 2001 par Dana Lustig et filmé au Canada dans lequel apparaissent Selma Blair et Max Beesley ; Keegan Connor Tracy, Brendan Fehr y font aussi une apparition.

## Synopsis
Selma Blair joue Shawn, une employée de banque aux tendances suicidaires. Elle a une aventure avec le vice-président de la banque, qui est marié. Après avoir découvert que sa femme est enceinte, elle projette de se suicider en se jetant du haut de l'immeuble dans lequel elle travaille.
Dans le même temps, un groupe de malfaiteurs attaque un fourgon blindé au pied du même bâtiment. La police arrive, alertée par l'employé d'un bureau d'en face qu'une femme se trouve sur le toit avec l'intention visible de mettre fin a ses jours. Sortant de la banque, les voleurs tombent nez à nez avec deux agents de police, ce qui donne lieu a une fusillade. Dans la panique, Charlie Anders (joué par Max Beesley) prend Shawn en otage.
Ils passent un marché : elle l'aide à s'échapper, en échange de quoi il promet de la tuer après (c'est de cet accord que découle le titre du film).
On apprend par la suite que l'attaque de la banque a été fomentée par le vice-président de cette même banque qui est finalement arrêté.
Le film commence lorsque Shawn et Charlie sautent tous deux dans l'eau, puis le film reprend 24 heures auparavant.

### Intrigues secondaires
Deux détectives, le jeune Agent Reed (joué par Lochlyn Munro) et le plus vieux Agent McGinley (joué par O'Neal Compton) tentent de résoudre l'affaire. La femme de McGinley l'appelle en permanence sur son téléphone cellulaire. Reed connaît énormément de choses sur le suicide à cause de celui de sa propre sœur.

## Fiche technique
- Titre : Kill Me Later
- Réalisation : Dana Lustig
- Scénario : Dana Lustig, Annette Goliti Gutierrez et Maria Ripoll
- Musique : Tal Bergman et Renato Neto
- Photographie : David M. Ferrara
- Montage : Gabriel Wrye
- Production : Ram Bergman, Carole Curb Nemoy, Mike Curb et Dana Lustig
- Société de production : Curb Entertainment, Amazon Film Productions et Bergman Lustig Productions
- Pays :  États-Unis
- Genre : Thriller
- Durée : 89 minutes
- Dates de sortie : 
  -  États-Unis : 14 septembre 2001

## Distribution
- Selma Blair : Shawn Holloway
- Max Beesley : Charlie Anders
- O'Neal Compton : l'agent McGinley
- Lochlyn Munro : l'agent Reed
- D. W. Moffett : Mathew Richmond
- Brendan Fehr : Billy
- Tom Heaton : Jason Thompson
- David Adams : Ara
- Alex Zahara : l'officier Larry
- Keegan Connor Tracy : Heather
- Pam Hyatt : Lucy
- Stacy Fair : Elizabeth Richmond
- Marcel Maillard : Lyle Holloway
- Dana Lustig : Suzan Holloway
- Sarah Chalke : Linda
- Mecca Menard : Molly

## Thème central
Tout au long du film, le thème de la dépression est abordé à plusieurs reprises, de manière évidente à travers le personnage de Shawn qui fait plusieurs tentatives pendant le film ; mais aussi par le personnage de l'agent Reed qui a fait de nombreuses recherches sur le sujet.

## Commentaires cinématographiques
Un grand nombre d'effets de filtres et un montage faussement chaotique et incohérent est utilisé afin de rendre les longues scènes de dialogue (surtout entre les deux policiers et le couple Shawn / Charlie) plus visuelles. La piste audio, quant à elle, n'est pas coupée, étant issue d'une seule longue prise.
Pendant la scène où Shawn et Charlie attendent sur le bateau, l'horloge tourne à l'envers et les séquences se succèdent dans l'ordre inverse duquel elles devraient se dérouler alors que les dialogues continuent normalement.

## Autres faits
Dana Lustig fait une courte apparition dans le film dans le rôle de la belle-mère de Shawn.